# Johann Ulrich Wechtlin

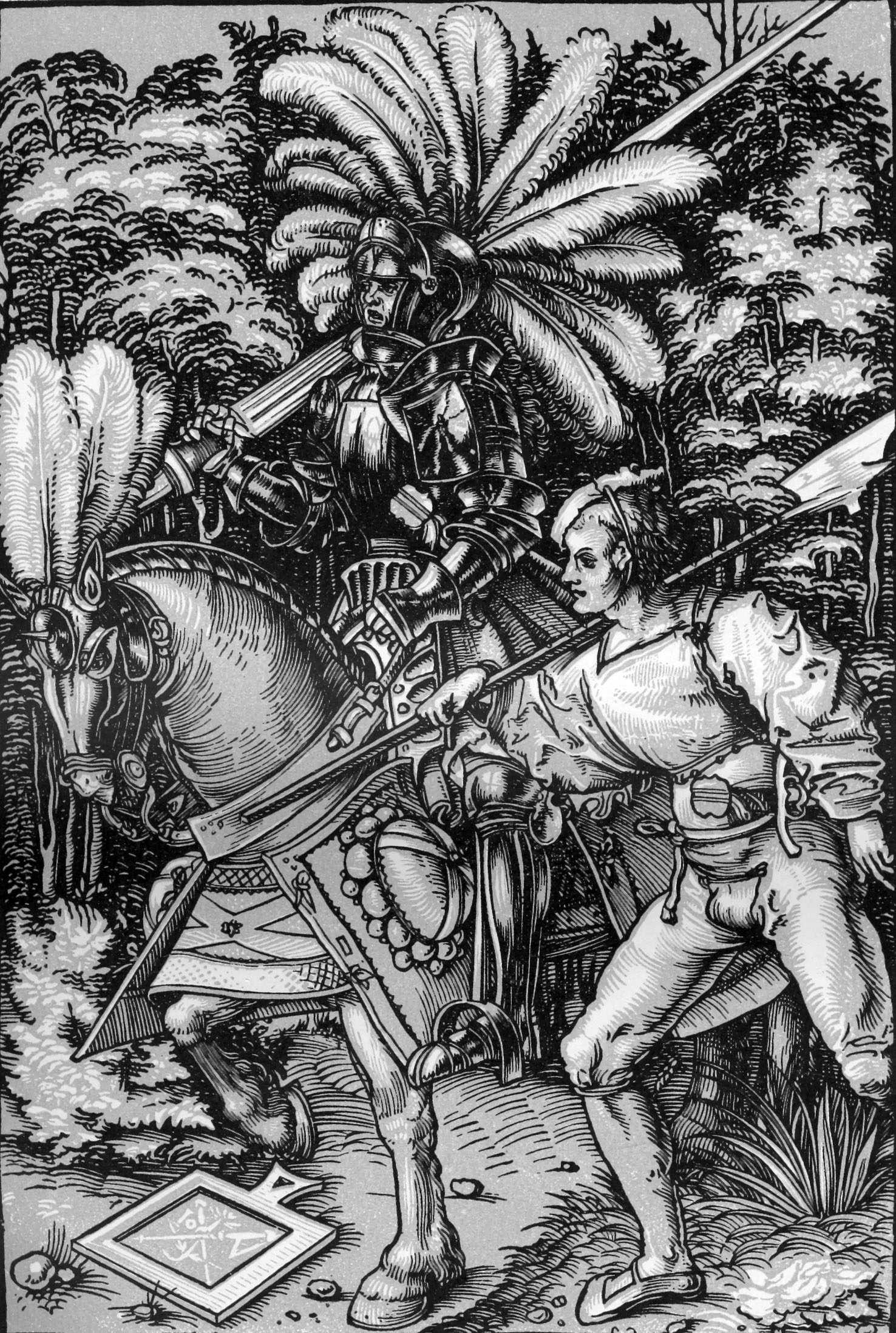
Caballero y lacayo (c. 1510)

Johann Ulrich Wechtlin, también llamado Pilgrim o Maestro de los bordones cruzados (Estrasburgo, 1480–1530) fue un pintor y grabador alemán. 

## Biografía
Activo entre 1502 y 1526, recibió la influencia de Albrecht Dürer y Hans Baldung. No se conserva ningún cuadro suyo y hoy día es más conocido por su labor gráfica. Se le considera el inventor del camaïeu, un tipo de xilografía en claroscuro conseguido mediante varias matrices de madera que se estampaban sucesivamente sobre el papel, obteniendo un resultado similar al dibujo a pluma.
Entre los temas que trató en sus obras destacan los relacionados con la Antigüedad clásica, así como algún desnudo. Algo rudo en sus composiciones, destacó sin embargo en la precisión del dibujo.
Firmaba sus obras con las iniciales Io. V.